# Sorubiminae
Sorubiminae es una subfamilia de peces siluriformes de agua dulce integrante de la familia de los pimelódidos. Los géneros que la componen cuentan con especies que habitan en aguas templado-cálidas y cálidas del centro y norte de América del Sur y son denominadas comúnmente surubíes, manguruyúes, cajaros, pirararas, piraíbas, bagres, doncellas, zúngaros, dorados, picopatos, etc. La especie que alcanza mayor tamaño (Brachyplatystoma filamentosum) llega a tener longitudes de hasta 360 cm y pesos de 200 kg.

## Taxonomía
Descripción original

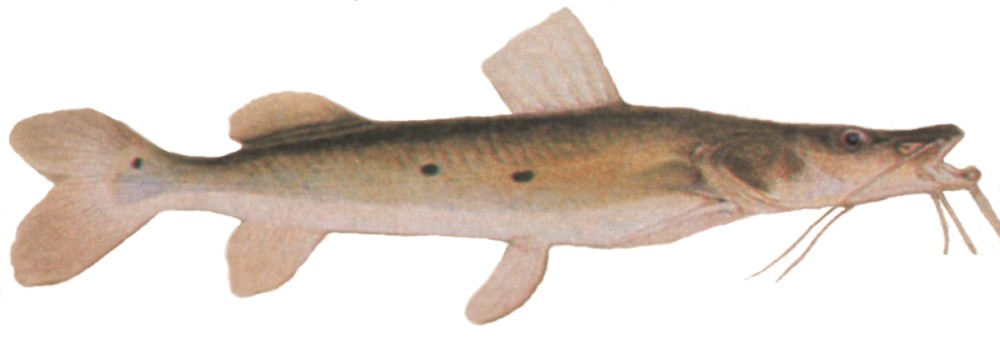
Tres puntos (Hemisorubim).

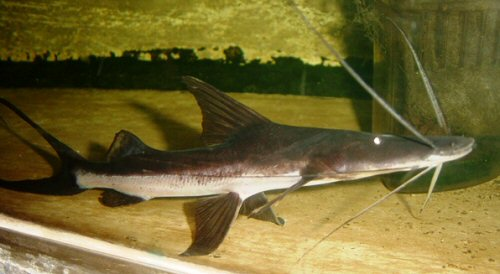
Bagre baboso (Brachyplatystoma platynemum).

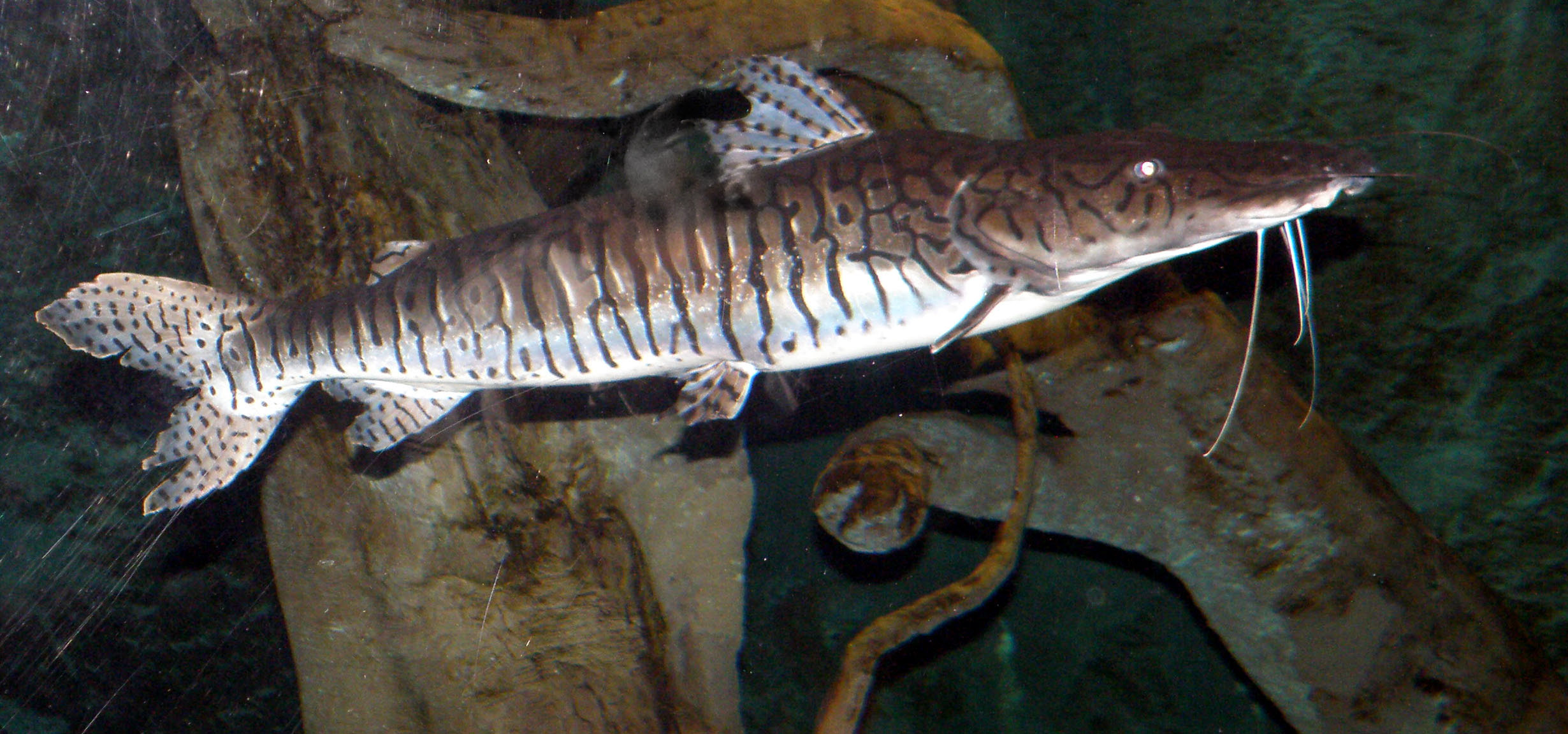
Surubí atigrado (Pseudoplatystoma reticulatum).

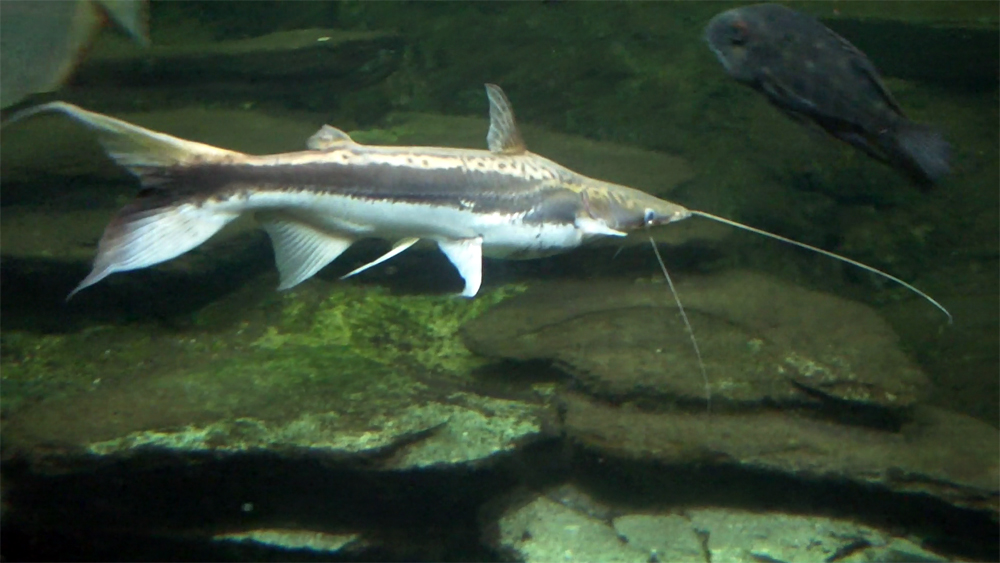
Pico de pato (Sorubim lima).

Esta subfamilia fue descrita originalmente en el año 1838 por el naturalista, ornitólogo y artista inglés William Swainson bajo el nombre de Sorubinae.

### Subdivisión
Sorubiminae incluye los siguientes géneros:
- Brachyplatystoma Bleeker, 1862
- Hemisorubim Bleeker, 1862
- Hypophthalmus Cuvier, 1829
- Platynematichthys Bleeker, 1858
- Pseudoplatystoma Bleeker, 1862
- Sorubim G. Cuvier, 1829
- Sorubimichthys Bleeker, 1862
- Zungaro Bleeker, 1858

Muchos de sus géneros fueron descritos originalmente en los años 1858 y 1862 por el ictiólogo holandés Pieter Bleeker. 

### Historia taxonómica y relaciones filogenéticas
La subfamilia Sorubiminae fue creada en el año 1838 por William Swainson, quien incluyó en ella a los géneros Phractocephalus, Pteronotus (Heptapteridae) y ‘‘Sorubium’’ (sic). Dos años después, el naturalista francés Georges Cuvier y su compatriota, el zoólogo Achille Valenciennes, le sumaron más géneros, al igual que lo hizo el ictiólogo holandés Pieter Bleeker en 1862, ratificándola.
En el año 1944, el ictiólogo estadounidense Leonard Peter Schultz propuso como una novedad a la subfamilia Sorubiminae, sin percatar que la misma ya había sido establecida por W. Swainson hacía ya más de un siglo. Schultz delimitó la subfamilia, caracterizándola mediante la particularidad de agrupar peces de cabeza deprimida y con presencia de placas de dientes en el vómer y en el premaxilar. Le adjudicó los siguientes géneros: Brachyplatystoma, Duopalatinus, Hemisorubim, Leiarius, Perrunichthys, Phractocephalus, Platynematichthys, Pseudoplatystoma, Platysilurus, Platystomatichthys, Sorubim, Steindachneridion, Sorubimichthys y Zungaro.
En 1993, Mário César de Cardoso Pinna incluyó en Sorubiminae a: Brachyplatystoma, Goslinia, Merodontotus, Piramutana (los 3 anteriores fueron posteriormente sinonimizados con Brachyplatystoma), Hemisorubim, Paulicea (hoy Zungaro), Platynematichthys, Pseudoplatystoma, Sorubim, Sorubimichthys y Steindachneridion.
A este agrupamiento Pinna lo encontró monofilético sobre la base de un conjunto se sinapomorfias: etmoides laterales sin expansión lateral, presencia de placas accesorias de dientes del vómer, filamentos branquiales osificados, en especial en el sector proximal del primer ceratobranquial, primer faringobranquial ausente e hipobranquial 1 sin cartílago posterior.
En 1998, Tatiana Xandó de Abreu separó de la subfamilia a Steindachneridion, restringiendo en Sorubiminae a: Brachyplatystoma, Goslinia, Pseudoplatystoma, Sorubim y Platystomatichthys.
La misma autora en 2003 realizó un análisis filogenético del grupo, encontrando que Goslinia platynema, Merodontotus tigrinus y Brachyplatystoma estaban relacionados y que Sorubimichthys spatula era el grupo hermano de Pseudoplatystoma y Sorubim.
En 2011, John G. Lundberg, John P. Sullivan y Michael Hardman, estudiaron la filogenia de la familia Pimelodidae, formando un clado al que denominaron “sorubimines”, integrado por Zungaro, Hemisorubim, Sorubim, Pseudoplatystoma, Sorubimichthys, Platysilurus, Platystomatichthys, Hypophthalmus, Brachyplatystoma y Platynematichthys.
En el año 2012, en la tesis de doctorado de Marcelo Salles Rocha, Sorubiminae fue ratificado; quedó delimitado como incluyendo los siguientes géneros: Zungaro, Hemisorubim, Sorubim, Pseudoplatystoma, Hypophthalmus, Brachyplatystoma y Platynematichthys. En su análisis no incluyó material de Sorubimichthys planiceps, pero estudios anteriores de sus rasgos osteológicos permitirían también su inclusión en Sorubiminae, dentro de Neopimelodine.
El clado es soportado por las siguientes sinapomorfias: ausencia de aserrado en el margen anterior de la espina de la aleta pectoral, el proceso posterior del hueso parieto-supraoccipital no contacta con la placa nucal, margen anterior del mesetmoide convexo en vista dorsal, presencia de dos placas con dientes ligadas al metapterigoide y este último contacta con el etmoide lateral.

## Características y costumbres
Los integrantes de la subfamilia Sorubiminae son peces exclusivamente de agua dulce, poseen cuerpo fusiforme y de gran tamaño, sin escamas, sus bocas son grandes y aplanadas y están rodeadas por bigotes táctiles. 
Poseen hábitos nocturnos, y dieta principalmente ictiófaga en la adultez, ocupando en su mayoría los eslabones topes en las cadenas alimenticias de los ríos en que habitan. Salvo algún género de aguas medias, son peces que prefieren circular sobre el lecho del cauce o en sus proximidades. Se distribuyen en aguas cálidas y templado-cálidas desde el extremo norte de Sudamérica hasta el Río de la Plata. Algunas de sus especies emprenden largas migraciones anuales, uniendo áreas principalmente tróficas con otras de índole reproductiva.

## Relación con los humanos
Varias de las especies de esta subfamilia son objetivos de la pesca, ya sea la de subsistencia, artesanal e industrial, así como también para la pesca deportiva. Algunas especies son multiplicadas en emprendimientos acuícolas, dado el valor de su carne y su buen ritmo de crecimiento.
Muchas de sus especies son empleadas en el acuarismo, en especial en sus etapas juveniles. Los ejemplares adultos, debido a su enorme tamaño, solo suelen ser mantenidos en los grandes acuarios de las exhibiciones públicas.
Algunas presentan un estado de conservación cercano a la amenaza, como resultado de la sobrepesca, la creación de represas hidroeléctricas que interrumpen sus rutas migratorias, la contaminación de las aguas, etc.